# Dead Boy Detectives
Dead Boy Detectives — серия комиксов, которую в 2013—2014 годах издавала компания Vertigo.

## Синопсис
Призраки Эдвин Пейн и Чарльз Роуленд возвращаются в Сент-Иларионс. В школе-интернате продолжается беспредел жестоких директоров. Расследуя свою смерть, детективы знакомятся с девушкой по имени Кристал.

### Выпуски
| №  | Название                                       | Дата выхода      | Кол-во страниц | Оценка на Comic Book Roundup    | Предполагаемый объём продаж (первый месяц) |
| -- | ---------------------------------------------- | ---------------- | -------------- | ------------------------------- | ------------------------------------------ |
| 1  | Schoolboy Terrors, Part 1 of 4: The New Girl   | 31 декабря 2013  | 32             | 7,9 из 10 на основе 17 рецензий | 19 525, позиция в Северной Америке — 120   |
| 2  | Schoolboy Terrors, Part 2 of 4: Ghost-Knives   | 29 января 2014   | 32             | 7,6 из 10 на основе 6 рецензий  | 11 160, позиция в Северной Америке — 171   |
| 3  | Schoolboy Terrors, Part 3 of 4: Soul-Stripped  | 26 февраля 2014  | 32             | 7,8 из 10 на основе 4 рецензий  | 9 889, позиция в Северной Америке — 178    |
| 4  | Schoolboy Terrors, Part 4 of 4: School Blazers | 26 марта 2014    | 32             | 6 из 10 на основе 1 рецензии    | 8 872, позиция в Северной Америке — 203    |
| 5  | Halfway House, Part 1 of 2: Topsy-Turvy        | 23 апреля 2014   | 32             | 8 из 10 на основе 2 рецензий    | 7 957, позиция в Северной Америке — 217    |
| 6  | Halfway House, Part 2 of 2: Higgledy-Piggledy  | 28 мая 2014      | 32             | н/д                             | 7 305, позиция в Северной Америке — 228    |
| 7  | Ghost Snow, Part 1 of 5: Flakes                | 23 июля 2014     | 32             | н/д                             | н/д                                        |
| 8  | Ghost Snow, Part 2 of 5: Twirls                | 27 августа 2014  | 32             | 8 из 10 на основе 2 рецензий    | 5 968, позиция в Северной Америке — 277    |
| 9  | Ghost Snow, Part 3 of 5: Swirls                | 24 сентября 2014 | 32             | н/д                             | н/д                                        |
| 10 | Ghost Snow, Part 2 of 5: Storms                | 22 октября 2014  | 32             | н/д                             | н/д                                        |
| 11 | Ghost Snow, Part 2 of 5: Drifts                | 26 ноября 2014   | 32             | 8,4 из 10 на основе 1 рецензии  | н/д                                        |
| 12 | Yonda                                          | 24 декабря 2014  | 32             | н/д                             | н/д                                        |

### Сборники
| Название                  | Тип            | Дата выхода  | Собранный материал                                                                          | Кол-во страниц | ISBN                       | Предполагаемый объём продаж (первый месяц) |
| ------------------------- | -------------- | ------------ | ------------------------------------------------------------------------------------------- | -------------- | -------------------------- | ------------------------------------------ |
| Vol. 1: Schoolboy Terrors | Мягкая обложка | 25 июня 2014 | Dead Boy Detectives #1-6; истории «Run Ragged» из Witching Hour #1, Ghosts #1, Time Warp #1 | 160            | 978-1401248895, 1401248896 | 2 127, позиция в Северной Америке — 30     |
| Vol. 2: Ghost Snow        | Мягкая обложка | 4 марта 2015 | Dead Boy Detectives #7-12                                                                   | 144            | 978-1401250867, 1401250866 | 1 170, позиция в Северной Америке — 86     |

## Отзывы
На сайте Comic Book Roundup серия имеет оценку 7,7 из 10 на основе 33 рецензий. Мелисса Грей из IGN дала первому выпуску 9,8 балла из 10 и похвалила художников. Её коллега Джесс Шедин поставил второму выпуску оценку 8,5 из 10 и отметил, что «стиль Бакингема довольно сильно отличается от его работы над Fables как с точки зрения построения страницы, так и с точки зрения работы с рисунками». Мэрикейт Джаспер из Comic Book Resources посчитала, что «Эдвин и Чарльз — очаровательные главные герои». Джастин Патридж III из Newsarama присвоил дебюту 8 баллов из 10 и в заключении рецензии написал, что поклонникам Vertigo комикс понравится. Тони Герреро из Comic Vine вручил первому выпуску 5 звёзд из 5 и подчеркнул, что «комиксы, издаваемые Vertigo, как правило, имеют определённый высокий уровень качества, и этот продолжает традицию».